# Rouillé (Vienne)
Rouillé é uma comuna francesa na região administrativa da Nova Aquitânia, no departamento de Vienne. Estende-se por uma área de 52,04 km². Em 2010 a comuna tinha 2 680 habitantes (densidade: 51,5 hab./km²).

## Demografia
| 1962 | 1968  | 1975  | 1982  | 1990  | 1999  | - | - | - |
| --- | ----- | ----- | ----- | ----- | ----- | - | - | - |
| 2 024 | 2 157 | 2 182 | 2 111 | 2 121 | 2 128 | - | - | - |
| Para os censos de 1962 a 2006 a população legal corresponde à popolução sem duplicidades, segundo define o INSEE. |       |       |       |       |       |   |   |   |